# Міста Боснії і Герцеговини
Міста Боснії і Герцеговини за чисельністю населення. У список включені міста з населенням не менше ніж 15 000 осіб станом на 1 жовтня 2013. Чисельність населення наводиться щодо зазначеного міста без урахування поселень, складових його передмістя.

## Список
| №  | Українською   | Боснійською | Населення (2013) | Зображення |
| -- | ------------- | ----------- | ---------------- | ---------- |
| 1  | Сараєво       | Sarajevo    | 369534           |            |
| 2  | Баня-Лука     | Banja Luka  | 150997           |            |
| 3  | Тузла         | Tuzla       | 80570            |            |
| 4  | Зениця        | Zenica      | 73751            |            |
| 5  | Мостар        | Mostar      | 65286            |            |
| 6  | Бієліна       | Bijeljina   | 45291            |            |
| 7  | Брчко         | Brčko       | 43859            |            |
| 8  | Бихач         | Bihać       | 43007            |            |
| 9  | Прієдор       | Prijedor    | 32342            |            |
| 10 | Добой         | Doboj       | 26987            |            |
| 11 | Требинє       | Trebinje    | 25589            |            |
| 12 | Санський Мост | Sanski Most | 19745            |            |
| 13 | Живиниці      | Živinice    | 17495            |            |
| 14 | Бугойно       | Bugojno     | 17202            |            |
| 15 | Травник       | Travnik     | 16543            |            |
| 16 | Градишка      | Gradiška    | 16106            |            |

## Офіційні міста Боснії і Герцеговини
Станом на 2021 рік, у Боснії і Герцеговині налічується 25 офіційних міст:
- Сараєво
- Баня-Лука
- Мостар
- Бієліна[2]
- Прієдор[2]
- Добой[2]
- Требинє[2]
- Східне Сараєво[2]
- Зворник
- Бихач
- Широкі Брієг
- Тузла
- Зениця
- Ливно
- Цазин
- Горажде
- Градишка
- Живиниці
- Грачаниця
- Градачаць
- Сребреник
- Високо
- Любушки
- Чапліна
- Дервента